# Селенид диталлия
Селенид диталлия — бинарное неорганическое соединение
таллия и селена
с формулой Tl2Se,
кристаллы.

## Получение
- Сплавление стехиометрических количеств чистых веществ:

{\displaystyle {\mathsf {2Tl+Se\ {\xrightarrow {390^{o}C}}\ Tl_{2}Se}}}

## Физические свойства
Селенид диталлия образует кристаллы
тетрагональной сингонии, пространственная группа P 4/ncc, параметры ячейки a = 0,854 нм, c = 0,271 нм, Z = 2
.
Соединение конгруэнтно плавится при температуре 390°C.